# Стакан воды (пьеса)
«Стакан воды: или следствия и причины» (фр. Le verre d’eau ou Les effets et les causes) — пятиактная комедия французского драматурга Эжена Скриба, созданная в 1840 году. Действие происходит при британском королевском дворе в правление королевы Анны Стюарт, во время Войны за испанское наследство. Одна из самых популярных пьес Э. Скриба, романтизированная интрига в которой построена на реальном историческом фоне, однако все события в ней не соответствуют действительности. На русский язык пьеса переведена К. Фельдманом.

## История
Скриб хорошо понимал запросы французского театрального зрителя, сложившиеся к 1840-м годам, когда, после революционных волнений, жизнь стала налаживаться. Успехом пользовались пьесы с романтическими и фатальными любовными историями, переполненные страстями, занимательными приключениями, заставлявшие забыть скуку размеренного буржуазного быта.
Премьера новой пьесы Эжена Скриба состоялась в Французском театре в Париже 17 ноября 1840 года, а в 1841 году немецкий писатель Александр Космар перевел «Стакан воды» на несколько языков, в том числе на немецкий. Один из первых марксистов, писатель Георг Верт называл эту пьесу в числе своих любимых. В Германии Скриб, как автор с большой свободой обращавшийся к политическим темам, пользовался популярностью, а в условиях жёсткой цензуры пьесы, подобные «Стакану воды», проецировались на реалии, современные зрителю.
Первая постановка в России (в Санкт-Петербурге) состоялась в 1864 году, когда формального разрешения на постановку ещё не было, а показала спектакль труппа французского театра в Петербурге, со знаменитой актрисой Жанной Арну-Плесси в главной роли. Официальный запрет на постановку пьесы в России был снят лишь в 1872 году.
В 1967 году пьеса была поставлена в переводе и адаптации Георга Крайслера в венском Бургтеатре. Главные роли исполнили Бой Гоберт и Фидель Шустер. Для постановки Крайслер сочинил песни. Эта версия была принята и другими театрами.

## Характеристика
Пьеса представляет собой яркий пример хорошо поставленной пьесы, или «Piece bien faite», в которой мотивы всех персонажей настолько взаимосвязаны, что действие в любой данный момент заметно согласуется с политическим и историческим контекстом. Процессы, составляющие его тему, действуют совершенно логично и последовательно, а одно удачное вмешательство разворачивает казавшийся необратимым ход событий в другом направлении. Его подзаголовок «Следствия и причины» явно отсылает к такому пониманию истории и теорий развития, типичному для середины XIX века.

## Действующие лица
- Королева Анна;
- Герцогиня Мальборо — её фаворитка;
- Генри Сент-Джон, виконт Болингброк;
- Mешэм[англ.] — прапорщик гвардейского полка;
- Абигайль — кузина герцогини Мальборо;
- Маркиз де Торси — посланник Людовика XIV;
- Томпсон — камердинер королевы;

Действие происходит в Лондоне в Сент-Джеймсском дворце;
Первые четыре действия происходят в приёмном зале дворца; пятое — в будуаре королевы.

## Сюжет

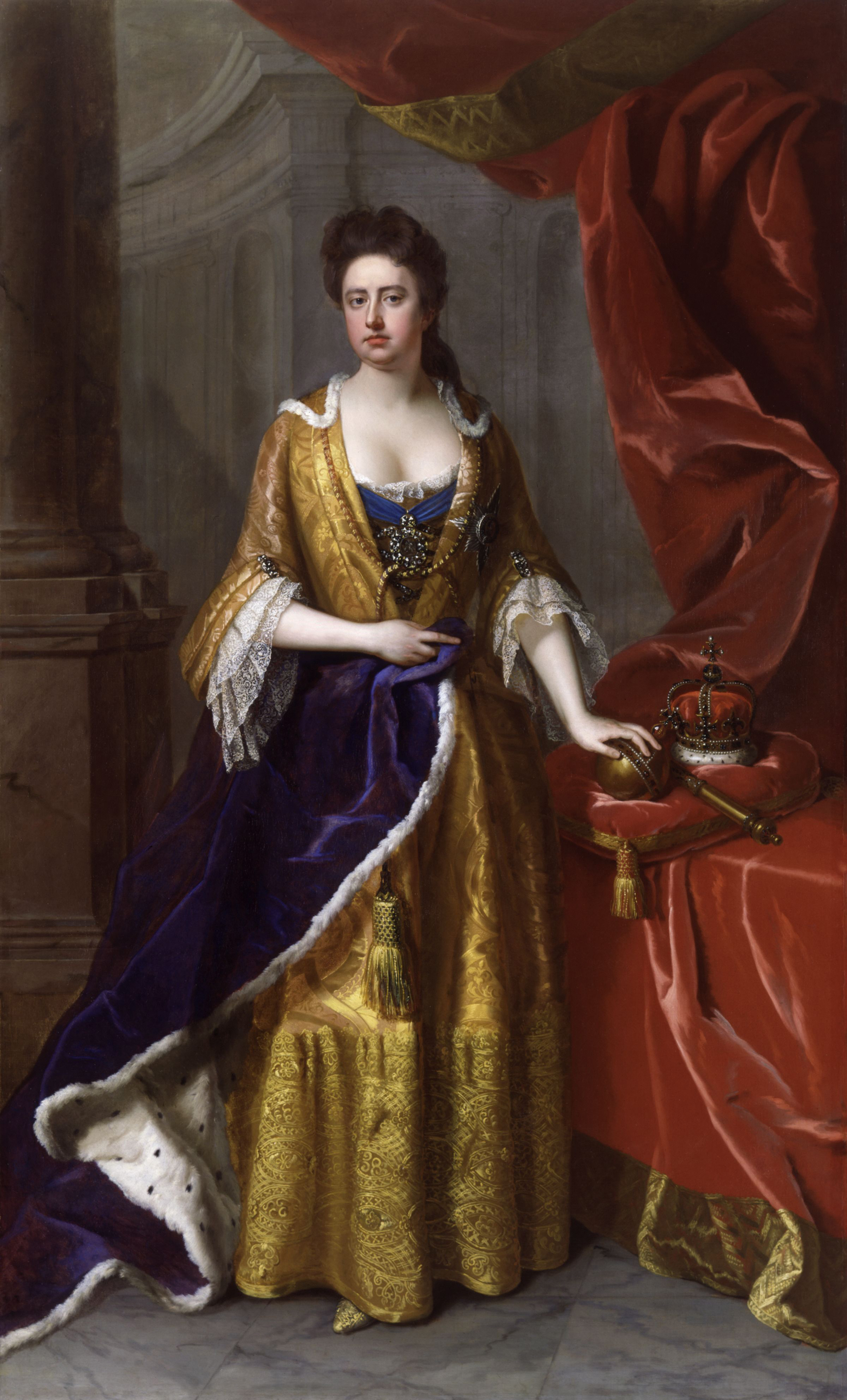
Королева Анна Стюарт. Худ. М. Даль. 1705

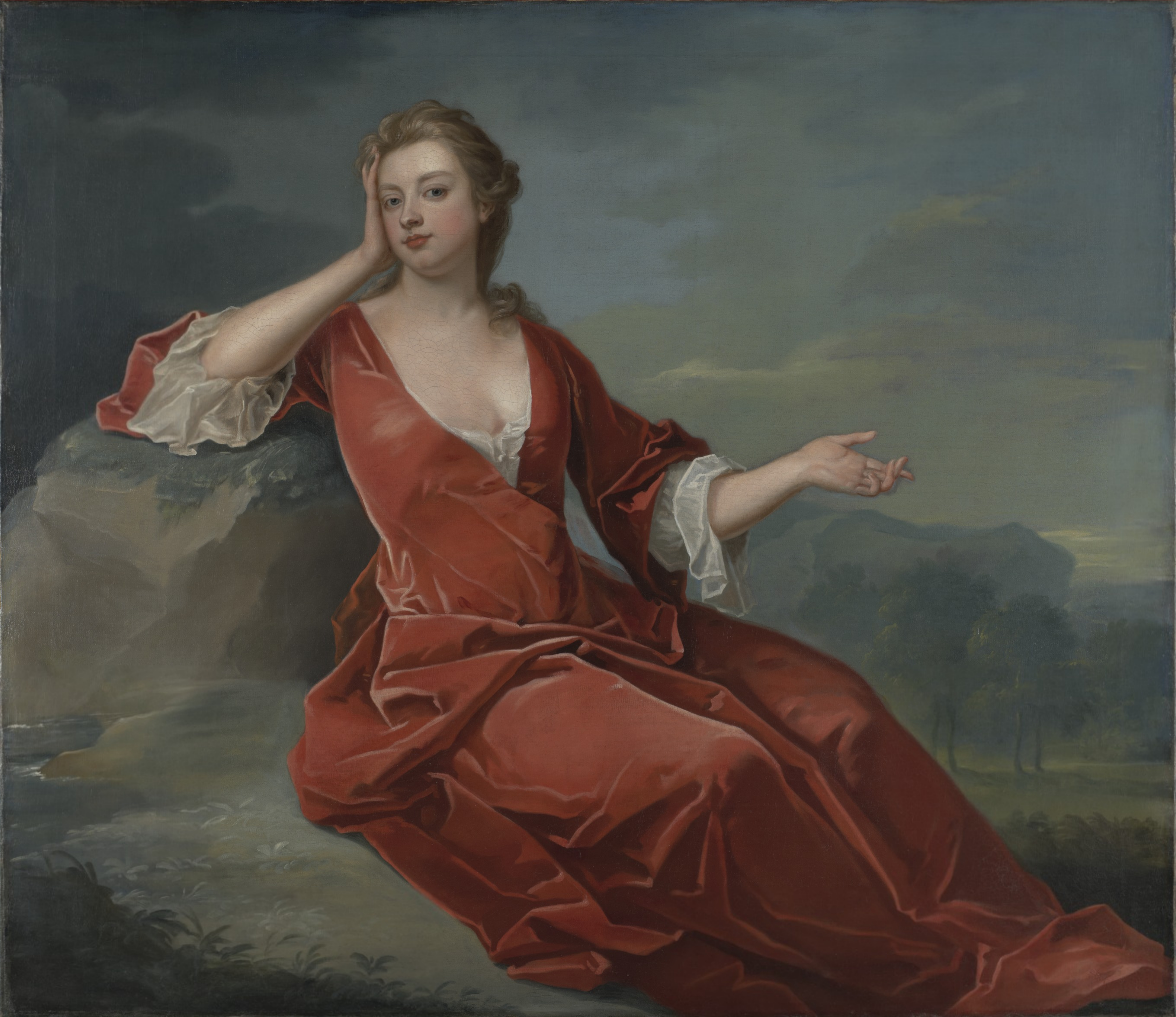
Герцогиня Мальборо. Худ. Ч. Джервас. Ок. 1700

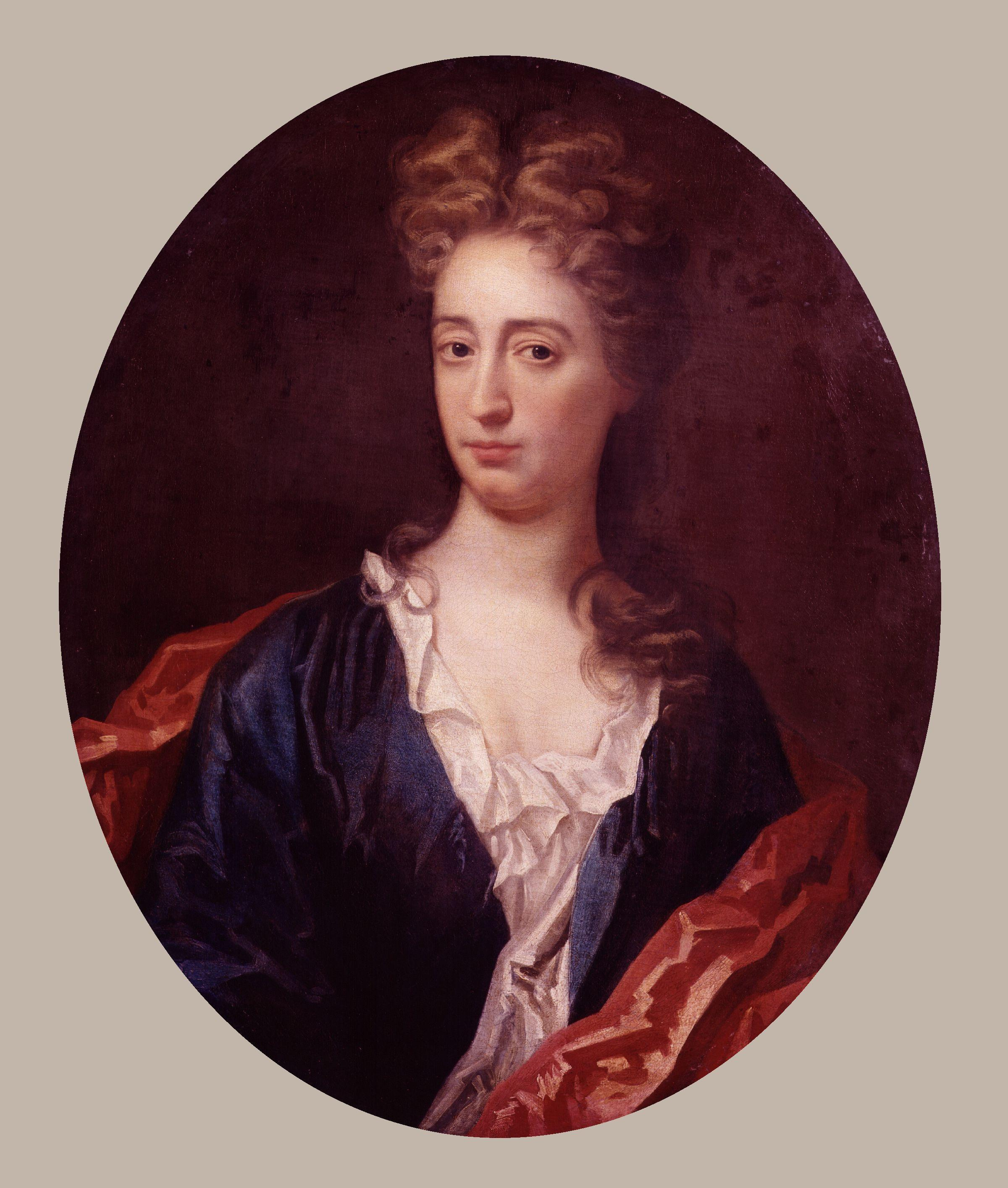
Портрет неизвестной, предположительно, Абигайль Мешэм. Неизвестный художник. Ок. 1700

Королева Великобритании Анна Стюарт находится под влиянием одной из самых влиятельных женщин своего времени Сары, герцогини Мальборо. Королева пытается положить конец войне за испанское наследство, но герцогиня надеется извлечь выгоду из её продления и, таким образом, сохранить своего мужа, герцога Мальборо, на посту главнокомандующего британской армией.
Величайший враг Сары — лорд Болингброк (беллетризованная версия Генри Сент-Джона, 1-го виконта Болингброка), который хочет мира, падения Мальборо, а для себя поста премьер-министра. Для этого он использует Мешэма, молодого офицера королевской гвардии, в которого влюблены герцогиня Мальборо и королева. Таким образом Болингброк обращает чувства двух женщин в пользу своих придворных интриг.
Герцогиня Мальборо противостоит Болингброку, она крепко держит в руках британское правительство. Именно герцогиня несёт основную ответственность за то, что Болингброк считает ненужной и дорогостоящей войной против Людовика XIV во Франции. Болингброк действует в соответствии с принципом, который раскрывает в разговоре с Абигайль, невестой Мешэма: «Вы полагаете, вероятно, как, впрочем, и большинство людей, что политические катастрофы, революции, падения империй вызываются серьезными, глубокими и важными причинами… Ошибка! Герои, великие люди покоряют государства и руководят ими; но сами они, эти великие люди, находятся во власти своих страстей, своих прихотей, своего тщеславия, то есть самых мелких и самых жалких человеческих чувств» (Действие I, Картина 4)

### Действие первое
Маркиз де Торси и Болингброк беседуют в одном из залов Сент-Джеймсского дворца. Маркиз является посланником короля Франции, которая находится в состоянии войны с Англией, он рассчитывает на помощь своего друга Болингброка — необходимо передать письмо от Людовика XIV королеве Анне.
Де Торси расстаётся с Болингброком, который пообещал исполнить просьбу маркиза. Болингброк видит молодого офицера Мешэма, тот служит при дворе, а ранее Болингброк помог бедному дворянину из провинции, ссудив небольшую сумму. Болингброк вспоминает свою молодость: он весело проводил время и растратил много денег. Его жена принадлежит к партии вигов, поэтому Болингброк — тори. Он разорён (всё семейное состояние перешло к его кузену, Ричарду Болингброку), но никогда ещё не был так счастлив — он занят политической борьбой, как член палаты общин и оппозиционный журналист.
Мешэм рассказывает Болингброку, что, чтобы получить должность при дворе, он подавал прошение королеве и был приглашён на аудиенцию к ней. Два раза случай сталкивал его с каким-то знатным господином, который безнаказанно оскорблял его, а перед аудиенцией во дворце, облил его грязью, проезжая мимо в карете. Тем не менее, некий тайный покровитель прислал Мешэму новый костюм взамен испорченного, а вслед за этим и обеспечил должность при дворе. Теперь Мешэм — прапорщик гвардейского полка. Одно лишь странно — неизвестный покровитель запрещает Мешэму жениться. Болингброк предполагает, что покровитель молодого человека на самом деле знатная дама. У Мэшема меж тем есть невеста — бедная сирота, продавщица в ювелирной лавке в Сити. Эту девушку по имени Абигайль знает и Болигброк. Ювелир, хозяин лавки, разорился, и Мешэм посоветовал ей искать место при королевском дворе.
Входит Абигайль, она в хорошем настроении: место у герцогини Нортумберлендской, на которое она вначале рассчитывала, занято. Но есть лучшее предложение: в ювелирную лавку наведывалась прекрасная богатая дама, однажды Абигайль отпустила ей в долг золотую бонбоньерку. Молодая дама после этого долго не появлялась, так долго, что Абигайль уже решила, что та обманула её. Однако неизвестная всё-таки снова появилась в ювелирной лавке, покрыла свой долг и предложила работать у неё в доме. Дама пригласила Абигайль во дворец и дала ей записку. По почерку Болингброк определил, что это была королева Анна. Абигайль и Мешэм вне себя от счастья, однако Болингброк их предупреждает: здесь всё решает не королева, а всемогущая леди Черчилль, герцогиня Мальборо. Партию вигов, во главе которой стоит её муж, поддерживают армия и парламент, поэтому королеве приходится считаться с изрядно досаждающей ей фавориткой. Абигайль, однако, полна надежд — она родственница леди Черчилль, вероятно, та не будет слишком сурова к бедной девушке. Болингброк обещает помочь Абигайль. Теперь ему надо сделать два дела: добыть место для Абигайль и передать письмо короля Франции королеве Анне.
Мешэм берётся помочь Болингброку: каждое утро он приносит королеве газету «Элегантный мир», в неё он и предлагает вложить письмо короля Франции, а Генри Сен-Джон добавляет от себя номер оппозиционной газеты «Экзаминейтер». Мешэм уходит, а вскоре появляется герцогиня Мальборо.
Герцогине очень не нравится, что её новоявленная родственница претендует на место при королеве. Болингброку же она возвращает письмо королеве от Людовика XIV. Всю корреспонденцию читает герцогиня, королеву же, утверждает она, не сто́ит беспокоить. Она также сообщает, что выкупила долги Болингброка, и грозит ему тюрьмой, если он не погасит их.
Абигайль остаётся одна, внезапно вбегает Мешэм, он ужасно взволнован. В парке он встретил своего обидчика, тот снова взялся его оскорблять. Дело дошло до дуэли, и Мешэм убил незнакомца. Ему грозит смертная казнь: дуэли запрещены. Абигайль убеждает его покинуть страну.

### Действие второе
Королева Анна одна у себя. Камердинер приносит ей записку от оппозиционных членов Парламента. Среди тех, кто пишет ей — Сент-Джон Болингброк, она с благодарностью вспоминает время, когда он был у власти: «Мое утреннее время не было таким длинным… я так не скучала», она сожалеет, что не встретилась с депутатами, тем более, что герцогиня в отъезде. Королева читает записку, в которой упоминается дело Абигайль, сообщается, что она родственница герцогини Мальборо и что та отказала ей в месте при дворе. Королева посылает в лавку ювелира за Абигайль.
В покои королевы входит герцогиня. Она рассказывает Анне, что ездила в Виндзор, так как там начались волнения. Однако беспокоиться не стоит: полк драгун, преданных герцогу Мальборо и королеве, уже готов подавить мятеж в зародыше. Но леди Мальборо переживает, что она в немилости у королевы — та довольно сухо приняла её. Анна уверяет свою статс-даму, что та ошибается и заводит разговор об Абигайль. Герцогиня признаёт, что девушка её кузина, но именно поэтому она противится её назначению, так как первую статс-даму королевы упрекают за то, что она покровительствует своим родственникам. Она уговаривает Анну дать место Абигайль вдали от Лондона.

## Исторический контекст
Как отмечает историк Е. Иерусалимская, комедия Скриба совершенно закономерно пользовалась и пользуется по настоящее время широким успехом у публики. Здесь есть все составляющие романтического произведения: «любовные и политические интриги, женское соперничество, любовь, самопожертвование, дуэль словесная и дуэль на шпагах». Три незаурядные женщины влюблены в одного человека. В этом своеобразном квартете две дамы управляют одним из самых могущественных европейских государств, а третья — всего лишь скромная продавщица ювелирной лавки, хотя и родственница герцогини Мальборо. Тем не менее, Абигайль, благодаря своей находчивости и смелости, спасает свою любовь и добивается брака с весьма привлекательным, но недалёким офицером гвардии Артуром Мешэмом. В этом ей оказывает огромную помощь глава оппозиции, яркий публицист и дипломат лорд Болингброк, преследующий свои политические цели. По его протекции Абигайль попадает во дворец и становится самым близким человеком для королевы. Она открывает Анне глаза на любовную привязанность герцогини к Мешэму и добивается устранения соперницы. Королева, до той поры слабая и безвольная в вопросах политики, когда дело касается её лично, неожиданно проявляет твёрдость, герцогиня Мальборо изгнана. Лорд Болингброк, ловко действующий за кулисами, достигает поставленной политической цели. Под его влиянием королева склоняется к прекращению войны, а его партия становится правящей. Политическая линия делает пьесу более значительной, а действие занимательным.
Действие пьесы происходит во время Войны за испанское наследство. После смерти бездетного испанского короля Карла II свои претензии на занятие освободившегося престола предъявили Людовик XIV (от лица своего внука Филиппа Анжуйского) и сын императора Священной Римской империи Леопольда I эрцгерцог Карл. Англия и другие страны, составившие антифранцузскую Большую коалицию, вступили в войну, чтобы воспрепятствовать Франции превратиться в мировую державу, контролирующую испанские владения в Европе и Америке.
Объединенным силам Англии и Голландии под командованием супруга фаворитки королевы Анны герцога Мальборо сопутствовал успех. Однако ряд побед на суше и море, вторжение эрцгерцога Карла в Испанию, не обеспечили Большой коалиции безусловного выигрыша. Конфликт длился годы, и со временем катастрофически росли расходы Англии. Увеличение государственного долга, повышение налогов породили внутреннее напряжение в королевстве. Налоги стали тяжким бременем для землевладельцев, которые жили за счёт земельной ренты. Выразителем их интересов была партия тори, среди предводителей которой был и Генри Болингброк. Тори требовали завершения войны, им противостояли виги. Последние представляли буржуазию, богатевшую на военных поставках. Герцогиня Мальборо была непримиримой сторонницей этой партии (в исторической перспективе, представлявшей собой партию прогресса), а её влияние на королеву Анну, от которой зависело принятие важных политических решений, казалось безграничным. Интересы тори совпадали и со стремлениями Франции заключить мир. В 1709 году Людовик XIV ради прекращения войны уже был готов пойти на серьёзные уступки — отказ от испанского наследства, отказ от Эльзаса. Однако виги потребовали невозможного, чтобы король Франции стал воевать против Филиппа V, своего родного внука, и переговоры были прерваны.
Осенью 1710 года парламентские выборы выиграла партия тори, и французы активизировали свои усилия по возобновлению мирных переговоров. Глава правительства, рискуя потерять не только свободу, но и жизнь, начал тайные переговоры с Францией. Так как окончательное решение вопроса зависело от королевы, враждующие партии старались склонить её каждая в свою сторону, поэтому им необходимо было иметь своих людей в ближайшем окружении Анны. Виги имели мощную поддержку в лице герцогини Мальборо. Сама же королева симпатизировала тори, однако она не решалась делать какие-либо шаги им навстречу. Опытный политик лорд-казначей Роберт Харли посодействовал опале герцогини Мальборо, возвысив Абигайль, которая была и его дальней родственницей. Однако в реальной жизни движущей силой этой истории стала отнюдь не любовная интрига.

## Персонажи пьесы и их прототипы

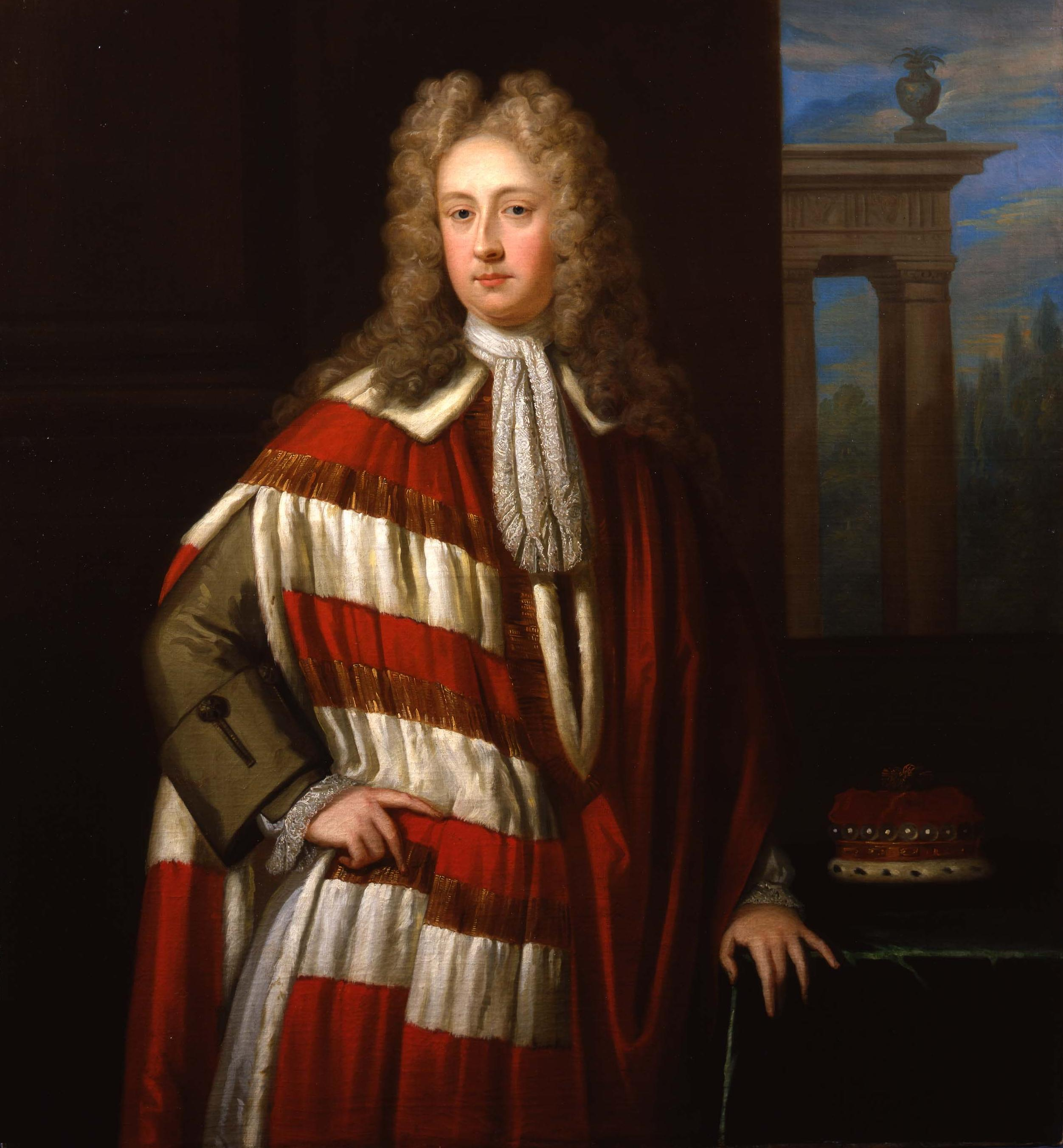
Генри Сен-Джон, 1-й виконт Болингброк. Худ. Ш. Дагар

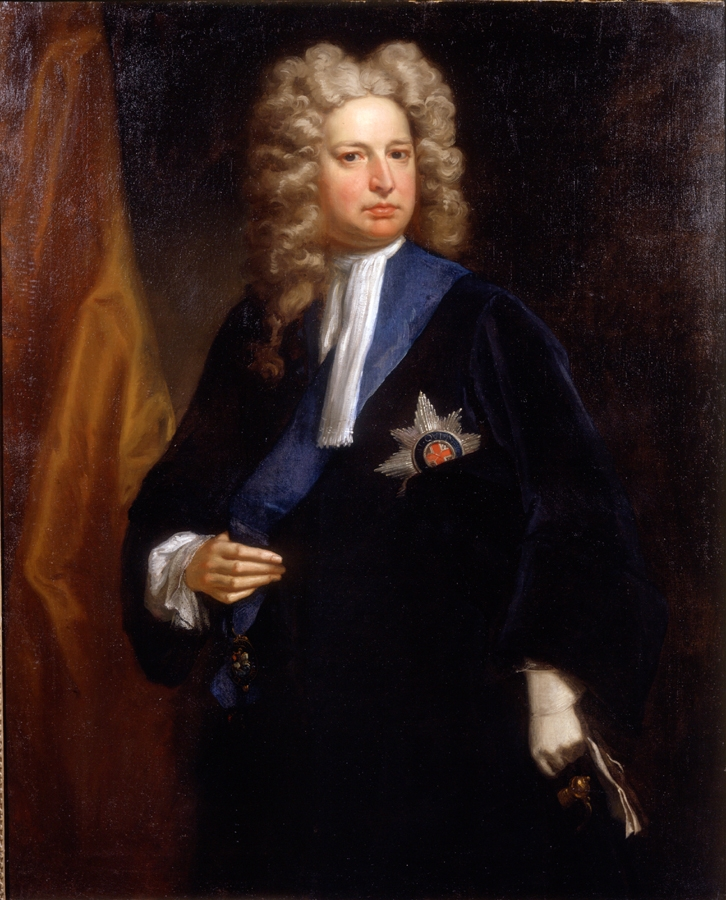
Роберт Харли, 1-й граф Оксфорд и граф Мортимер. Ок. 1710. Худ. Д. Ричардсон

Харизматичный политик Генри Сент-Джон, виконт Болингброк представлен в пьесе как главный противник герцогини Мальборо и партии войны. Этот в ту пору ещё молодой лидер тори в действительности был выдающейся личностью. Он заслуженно имел репутацию прожигателя жизни, однако одновременно прославился как талантливый оратор, образованный собеседник, щедрый человек. Друг Свифта, Прайора, Аттербери (об этом не преминул упомянуть Скриб), много позже он станет фактически создателем и теоретиком организованной парламентской оппозиции. Автор трудов по философии и истории, его имя в ряду таких значительных мыслителей эпохи Просвещения, как Локк, Юм, Годвин, Филдинг. Он рано и блестяще начал политическую карьеру: в 27 лет стал военным министром, а в 32 года — государственным секретарём с функциями министра иностранных дел. Он играл одну из главных ролей при заключении Утрехтского мира. В реальности в истории с заменой одной королевской фаворитки на другую он не принимал участия. Драматург дал персонажу личные качества виконта Болингброка, а идею дворцовой интриги взял из биографии Роберта Харли, главы правительства от партии тори до 1708 года.
Сара Дженнингс, герцогиня Мальборо, в пьесе, как и в жизни, представлена незаурядной женщиной. Горячая сторонница вигов, в своих убеждениях она была куда более последовательна, чем её муж, который покровительствовал Болингброку. Последний не терпел герцогиню, и она платила виконту тем же. Своего исключительного положения при королеве Анне герцогиня добилась благодаря преданной дружбе, длившейся почти тридцать лет. Они вместе пережили множество невзгод. Чтобы не разлучаться со своей подругой, будущая королева даже оставила двор, когда супруги Мальборо попали в опалу при правлении Вильгельма и Марии{{sfn|Иерусалимская|2006|с=141—142}}.
В противоположность своей подруге королева Анна была непривлекательна, необщительна и скрытна, избегала развлечений. Её натуре были чужды любые крайности. К моменту событий, описываемых Скрибом, ей было за сорок. Анна беременела 17 раз, но, даже если ей удавалось доносить ребёнка, он умирал ещё в младенчестве. Уже к тридцати годам она серьёзно болела, а последние годы жизни пользовалась инвалидным креслом. Политические разногласия между подругами поначалу не имели серьёзного значения. Однако всё изменилось, когда Анна стала королевой, их отношения становились всё более натянутыми. Анна считала партию тори хранителями традиций и опорой королевской власти. Герцогиня же последовательно поддерживала их противников, исходя из того, что «принципы, исповедуемые вигами, являются лучшими для Англии». В исторической перспективе это действительно была партия прогресса, ратовавшая за развитие промышленности и торговли в стране. Не желая терять даже части своего влияния на королеву, герцогиня Мальборо, несмотря на одолевавшую её скуку, проводила много времени рядом с ней. Позднее участие в политической жизни потребовало от подруги королевы более активных действий, герцогиня стала чаще оставлять Анну, а та, в свою очередь жаловалась на одиночество.
Абигайль Хилл (а не Черчилль, как у Скриба), будущая леди Мешэм, была родственницей герцогини Мальборо по отцу. За двадцать лет до описываемых событий братья и сёстры Хилл осиротели. Абигайль была пристроена при дворе благодаря герцогине, которая позаботилась и об остальных сиротах. Об этом обстоятельстве Скриб не упоминает, чтобы не добавлять положительных черт главному отрицательному персонажу. Свадьба фрейлины королевы Абигайль Хилл с Сэмюэлем (в пьесе Артур) Мешэмом состоялась весной 1707 года при любопытных обстоятельствах: церемония прошла в покоях личного врача королевы, её сохранили в тайне от герцогини. Позднее герцогиня Мальборо узнала, что Абигайль устраивает тайные встречи королевы Анны с бывшим тогда в отставке Робертом Харли. Все старания герцогини вернуть былое расположение подруги были напрасны. Леди Черчилль угрожала Анне обнародовать их дружескую переписку, парламент принял петицию, где просил отставки Абигайль, но королева неизменно сохраняла своё расположение к новой фаворитке. Абигайль использовала своё положение для продвижения членов своей семьи и извлечения материальных выгод, в политической борьбе она не участвовала.
Сэмюэль Мешэм был не гвардейским офицером, а шталмейстером принца Георга, мужа королевы. В пьесе две высокопоставленные женщины, обделённые любовью, борются за его благосклонность. В действительности герцогиня была со своим мужем в прекрасных отношениях, королева также после замужества не проявляла интереса к другим мужчинам. Были ли какие-либо препятствия для заключения брака между ним и Абигайль, неизвестно. После смерти королевы супруги Мешэм покинули двор и доживали свой век вдали от столицы.

## Инсценировки

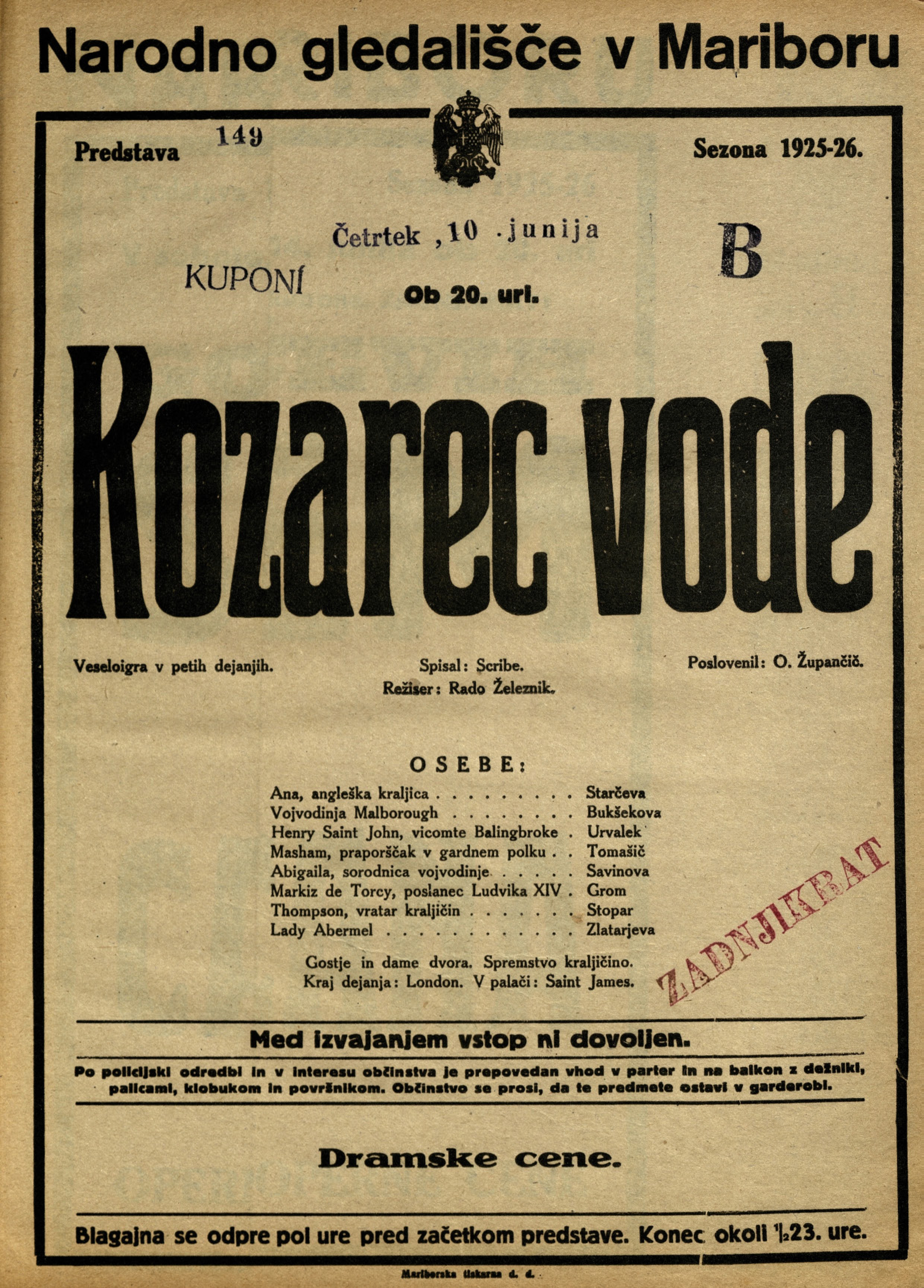
Афиша спектакля «Стакан воды» в Национальном театре в Мариборе

Пьеса была адаптирована для телевидения в Швеции в 1960 году под названием «Ett Glas vatten» (с Гуннель Линдблум в роли Анны), в Венгрии в 1977 году как «Sakk-matt» (с Юдит Халас в роли Анны) и дважды в СССР под тем же названием — «Стакан воды» (один раз в телеспектакле 1957 года и один раз в телефильме 1979 года с Натальей Белохвостиковой в роли Анны). Её также дважды экранизировали в Германии (один раз как немой фильм 1923 года и один раз как мюзикл в 1960 году).